# ジョチ・カサル
ジョチ・カサル（Jöči Qasar, 1164年? - 1213年?）は、チンギス・カンの次弟で、モンゴル帝国の皇族である。イェスゲイ・バアトルとコンギラト部族オルクヌウト氏族出身のホエルンとの次男で、他の同母兄弟にはカチウンとテムゲ・オッチギンがいる。『元朝秘史』『元史』などの漢語資料では、搠只合撒児、拙赤合撒児、合撒児、哈布図哈薩爾など。『集史』などのペルシア語表記では جوچى قسار (Jūchī Qasār) 。単にカサルともいうが、現代モンゴル語によってハサル (Khasar) と表記される。兄チンギスよりも2歳年少であったと伝わる。

## 生涯
幼少から兄を補佐して兄弟たちとともにモンゴル帝国創建に貢献した。チンギス・カンはジョチ・カサルを深く信頼しており、ジョチ・カサルに相談した上で軍事行動を決定することもあった。1199年のナイマン出兵ではナイマン軍に大勝して功績を挙げており、1204年のナイマン征服戦では中軍（コル Qol）を任されるほどその戦力を高く評価されていた。
1206年、モンゴル帝国が成立すると、4000戸が与えられた（『集史』では1000戸とする）。『集史』によれば、その領地はアルグン川の上流域とされる。
1215年、モンゴル軍が金の首都・中都を陥落させた後、ジョチ・カサルは兄の命により、北京城（大定府）を攻略した。
ジョチ・カサルは、さらに北上して女真のブカヌ（蒲鮮萬奴）を服属させた。
『集史』「タタル部族誌」のエピソードによれば、チンギスがタタル部族で最大の勢力を誇ったトトクリウト・タタル氏族を討伐した時は、チンギスにより積年の怨恨から族滅せよとの厳命が下されていたにもかかわらず、ジョチ・カサルはチンギスの第3皇后イェスゲンと第5皇后イェスルン姉妹や自身の妻も同族出身であったこと、さらに自らの妻からの懇願を汲んで、タタル部族の婦女子を密かに助け捕虜として分配され処刑が決まっていた千人の将士のうち虐殺を半数の500人に止め、残りの500人を隠匿した。後日これが発覚してチンギスは激怒したと言う。
しかし、キヤト氏族での主導権を巡って兄チンギスと対立することもあったようで、『元朝秘史』によると1206年のチンギス・カンの第2次即位の後、シャーマン（巫者）ココチュ・テプテングリらコンゴタン氏族の子弟によるクーデター計画に加担したことを咎められ、国政の中枢から遠ざけられたと伝わる。一説にはチンギス・カンによる分封の際、他の弟のウルス（カチウン家、オッチギン家）に比べてカサル家のウルスへの分封が圧倒的に少なかったのは、チンギス・カンとジョチ・カサルの政治的対立が影響したためであるとされる。
没年については不詳。

## 人物
『集史』では「カサル」とは「勇猛な」という意味であり、怪力の持ち主であり威厳ある人物であったためにこの名で呼ばれたと記されている。また、『元史』ではチンギス・カンが「別里古台之力、合撒児之射（ベルグテイの力とカサルの射）」があってこそ天下を取ることができたと語る記述があり、ジョチ・カサルは弓の名手として知られていたことがわかる。
『エルデニイン・トプチ（蒙古源流）』や『アルタン・トプチ』などの後代の伝説によると、ジョチ・カサルは幼少の頃から兄のチンギスより背丈が高く膂肉にも恵まれて強弓を引いたため、「強弓引きのカサル」（ハブトゥ・ハサル Qabutu Qasar）などと呼ばれていたという。伝説ではこれを自慢していたため、老爺に扮装したチンギスにこの驕りを挫かれるという話がある。
モンゴル帝国におけるジョチ・カサルの分封地（ウルス）については、左翼軍を構成していた他の諸弟のものとともに議論があるが、杉山正明によれば大興安嶺山脈以西のエルグネ（アルグン川）、カイラル(ハイラル川)両川、およびクルン山に囲まれた地域であり、これにテムゲ・オッチギン家、カチウン家の封土が順に南接していたと考えられている。

## 子孫
ジョチ・カサルには、イェグ、トク、イェスンゲの3人の息子、カプチュという孫がいたことが知られている。このうち、イェスンゲは最古のモンゴル語資料として有名な「イェスンゲ紀功碑」（通称チンギス・カン・ストーン）でその遠矢が記録されている人物で（碑文によると、335 alda ＝ 約530mを射たとある）、イェスンゲはオッチギン家、カチウン家ととも東方三王家の一翼として1260年のクビライの即位を支持した。このためジョチ・カサル家ではこのイェスンゲの家系が最も繁栄した。
- ジョチ・カサル（J̌öči Qasar,搠只合撒児／جوچى قسارJūchī Qasār）
  - 淄川王イェグ（Yegü,淄川王也古／ییگوYīgū）…ジョチ・カサルの長子。ジョチ・カサルの死後にカサル・ウルスの当主となった
    - コルコスン（Qorqosun,火児哈孫／ارقسونĀrqasūn）…イェグの息子。『元史』には記載がないが、『集史』ではイェグの後にカサル家当主になったとされる

  - トク大王（Toqu,脱忽大王／توقوTūqū）…ジョチ・カサルの息子
    - エブゲン（Ebügen,愛哥阿不干王／ابوگانĀbgān）…『集史』ではトクの息子とされるが、『元史』ではイェグの息子愛哥阿不干王として記される

  - イェスンゲ大王（Yesüngge,移相哥大王／ییسونگگهYīsūngge）…ジョチ・カサルの息子。イェグ、コルコスンの後にカサル家当主となった
    - 親王エセン・エムゲン（Esen emügen,親王愛仙阿木干／امگانĀmgān）…『元史』には記載がないが、『集史』や「靖州路総管捏古台公墓誌銘」ではイェスンゲの息子として記される
      - シクドゥル王（Šikdür,勢都児王／شیکتورShīktūr）…エムゲンの息子
        - 斉王バブシャ（Babuša,斉王八不沙／مامیشاMāmīshā）…シクドゥルの息子。バブシャまでは『集史』にも名前が記録されている
        - ビリグ大王（Birigü,必烈虎大王）…シクドゥルの息子
        - コンゴル王（Qong'ur,黄兀児王）…シクドゥルの息子
          - バイ・テムル（Bai Temür,伯帖木児王）…ホンゴルの息子
          - 斉王オルク・テムル（Ürüg Temür,斉王玉龍帖木児）…ホンゴルの息子で、天暦の内乱では上都を陥落させる功績を挙げた
          - ベルケ・テムル（Berke Temür,別児帖木児王）…ホンゴルの息子

この他にも、『集史』ではジョチ・カサルに『元史』には記載のないMaqldarとQaralchuという2人の息子がいたと記している。
後にジョチ・カサルの系統からは、ホルチン部、ゴルロス部、ドルベト部、ジャライト部などの諸部族が形成された。清代に編纂されたモンゴル語年代記『恒河の流れ』では、イェスンゲ〜シクドゥルの系統の子孫をバートル・シューシテイ、斉王ボルナイ父子（事実上のホルチン部の祖）としている。